# 野村不動産
野村不動産株式会社（のむらふどうさん、英: Nomura Real Estate Development Co., Ltd.）は、日本の東京都新宿区西新宿に本社を置く総合不動産ディベロッパー。野村不動産ホールディングスの完全子会社。
日本の総合不動産会社では三井不動産、三菱地所、東急不動産、住友不動産に次いで業界5位。高級分譲マンションのPROUD（プラウド）シリーズ で知られる。

## 概要
本社所在地は、東京新宿区西新宿の高層ビル群の中の新宿野村ビル。
1957年に大手証券会社の野村證券（野村ホールディングス）から分離・独立した。
2004年秋に持株会社制へ移行、純粋持株会社の野村不動産ホールディングス株式会社が2006年10月3日に東京証券取引所第一部に上場した。
住宅分譲が事業の柱で、近年供給戸数は業界トップクラスにまで成長。2012年には初めてマンション供給戸数ランキング（全国）で首位となった。内訳は全国1位（6,181戸）、首都圏1位（4,437戸）、近畿圏6位（1,012戸）。
基幹ブランドの「PROUD」では、商品企画段階からグループのマンション管理会社である野村不動産パートナーズが参画し、販売も自社自身で行う製販管一体体制が特徴。PROUDシリーズでは静謐な住環境で伝統ある街、特に高級住宅街などでの分譲実績が多い。そのため価格は周辺のマンションに比べやや高めの設定になる場合が多い。2011年からは、初めてマンションを購入する顧客層に向けて、郊外を中心に第2ブランド「オハナ」の展開を首都圏で開始した。
近年はホテル事業を本格化させている。2018年11月、直営の「NOHGA HOTEL」（ノーガホテル）の第一号を東京・上野に開業。2019年1月には「庭のホテル 東京」を運営する隆文堂（東京）の買収を発表した。
2025年春に本社の移転を予定。新本社予定地は現在の浜松町ビルディング跡地に計画されている複合再開発地区のBLUE FRONT SHIBAURAの高層ビルS棟内。

## 会社沿革
- 1957年（昭和32年）4月15日 - 野村證券から分離独立、ビルの賃貸・管理を主業務として不動産事業を開始。
- 1961年（昭和36年） - 梶原山住宅地（神奈川県鎌倉市）の開発でディベロッパー業務を開始。
- 1963年（昭和38年） - 分譲マンション事業を開始、「コープ竹の丸」（神奈川県横浜市）の建築に着手。
- 1966年（昭和41年） - オーバーシーズエンタープライスと販売提携し、芝生霊園（相模メモリアルパーク、神奈川県愛川町）の販売を開始。
- 1970年（昭和45年）1月 - 野村證券株式会社の店舗・社宅・寮の賃貸・管理業務を野村土地建物株式会社に、それ以外の不動産業務を野村不動産株式会社に継承するために、野村住宅産業株式会社（野村不動産株式会社に商号変更）を設立し、営業譲渡
- 1972年（昭和47年） - フィジー島の別荘地分譲を開始、海外事業に進出。
- 1978年（昭和53年） - 新宿野村ビル完成（1975年7月着工）。本社を日本橋から移転。
- 1989年（平成元年） - 鶴川緑山倶楽部（東京都町田市）オープン。フィットネス事業に進出。
- 2002年（平成14年） - 会社シンボルマーク発表。ヒルズ、ステイツなどで展開していたマンションブランド名を「PROUD」に統一。
- 2004年（平成16年） - 直接の親会社であった野村土地建物株式会社が、野村不動産ホールディングス株式会社に野村不動産株式を現物出資したことから、野村不動産ホールディングスの完全子会社となる。これにより、同社による持株会社体制へ移行。
- 2006年（平成18年） - 野村不動産ホールディングス株式会社が東京証券取引所市場第一部に上場。
- 2008年（平成20年） - プレミアムミッドサイズオフィス第1号物件「PMO日本橋本町」が竣工。以後PMOシリーズのオフィス開発を展開。
- 2011年（平成23年） - 初めてマンションを購入する顧客層向けに、価格を抑えた郊外物件「オハナ」の展開を開始。
- 2022年（令和4年） - 野村不動産ビルディングを合併。

## 歴代社長
| 代 | 氏名       | 在任期間        | 出身校                 | 備考 |
| -- | ---------- | --------------- | ---------------------- | ---- |
| 1  | 奥村綱雄   | 1957年 - 1959年 | 京都帝国大学経済学部   |      |
| 2  | 平山亮太郎 | 1959年 - 1969年 | 京都帝国大学経済学部   |      |
| 3  | 磯野万亀男 | 1969年 - 1978年 | 神戸商業大学           |      |
| 4  | 若林法雄   | 1978年 - 1981年 | 京都帝国大学経済学部   |      |
| 5  | 工藤冲     | 1981年 - 1985年 | 九州大学法学部政治学科 |      |
| 6  | 小畑幸雄   | 1985年 - 1987年 | 大阪商科大学高等商業部 |      |
| 7  | 高野孝     | 1987年 - 1992年 | 京都大学法学部         |      |
| 8  | 猪口一郎   | 1992年 - 1995年 | 一橋大学商学部         |      |
| 9  | 中野淳一   | 1995年 - 2004年 | 小樽商科大学商学部     |      |
| 10 | 鈴木弘久   | 2004年 - 2012年 | 早稲田大学商学部       |      |
| 11 | 中井加明三 | 2012年 - 2015年 | 関西学院大学商学部     |      |
| 12 | 宮嶋誠一   | 2015年 - 2021年 | 早稲田大学理工学部     |      |
| 13 | 松尾大作   | 2021年 -        | 同志社大学経済学部     |      |

## 実績・物件
マンションの分譲実績は、東京都では麻布や南青山、駒込、本郷、白金台、松濤、成城など、神奈川県では山手町、埼玉県では浦和、兵庫県では芦屋市と名だたる高級住宅街への分譲実績が多い。特に浦和地区（さいたま市浦和区・南区）への実績が多く、1979年以降約90棟のマンションが供給された。そのうちPROUDシリーズは40棟以上となっており、国内最多である。現在も数百棟の開発を行っている。

### 主な建物（子会社関連も含む）

#### オフィスビル
- 新宿野村ビルディング
- ラゾーナ川崎
- 横浜ビジネスパーク
- 横浜野村ビル
- 大手町野村ビル
- 梅田スカイビル
- 日本橋室町野村ビル<YUITO> - 日本橋室町東地区開発により建設。
- 東京虎ノ門グローバルスクエア - 虎ノ門駅前地区第一種市街地再開発事業により建設。
- 飯田橋プラーノ
- 野村不動産天王洲ビル - 日本航空から2010年に移管、JALは引き続きテナントとして入居。2020年からはブリティッシュ・エアウェイズとイベリア航空も日本支社を移転[8]して入居。
- 深川ギャザリア タワーN棟 - オーダーメイド型大規模高層オフィスビル。

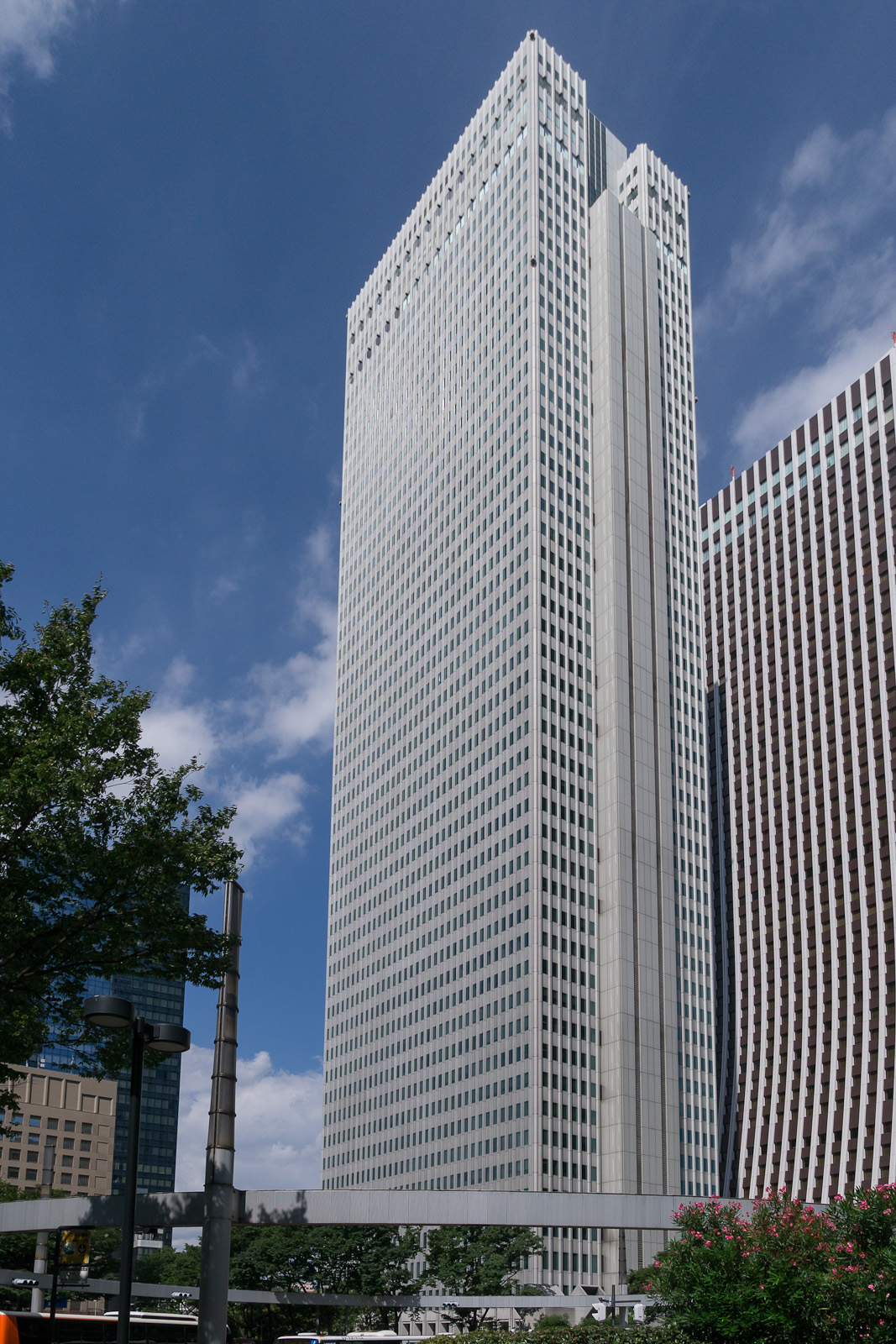
新宿野村ビルディング
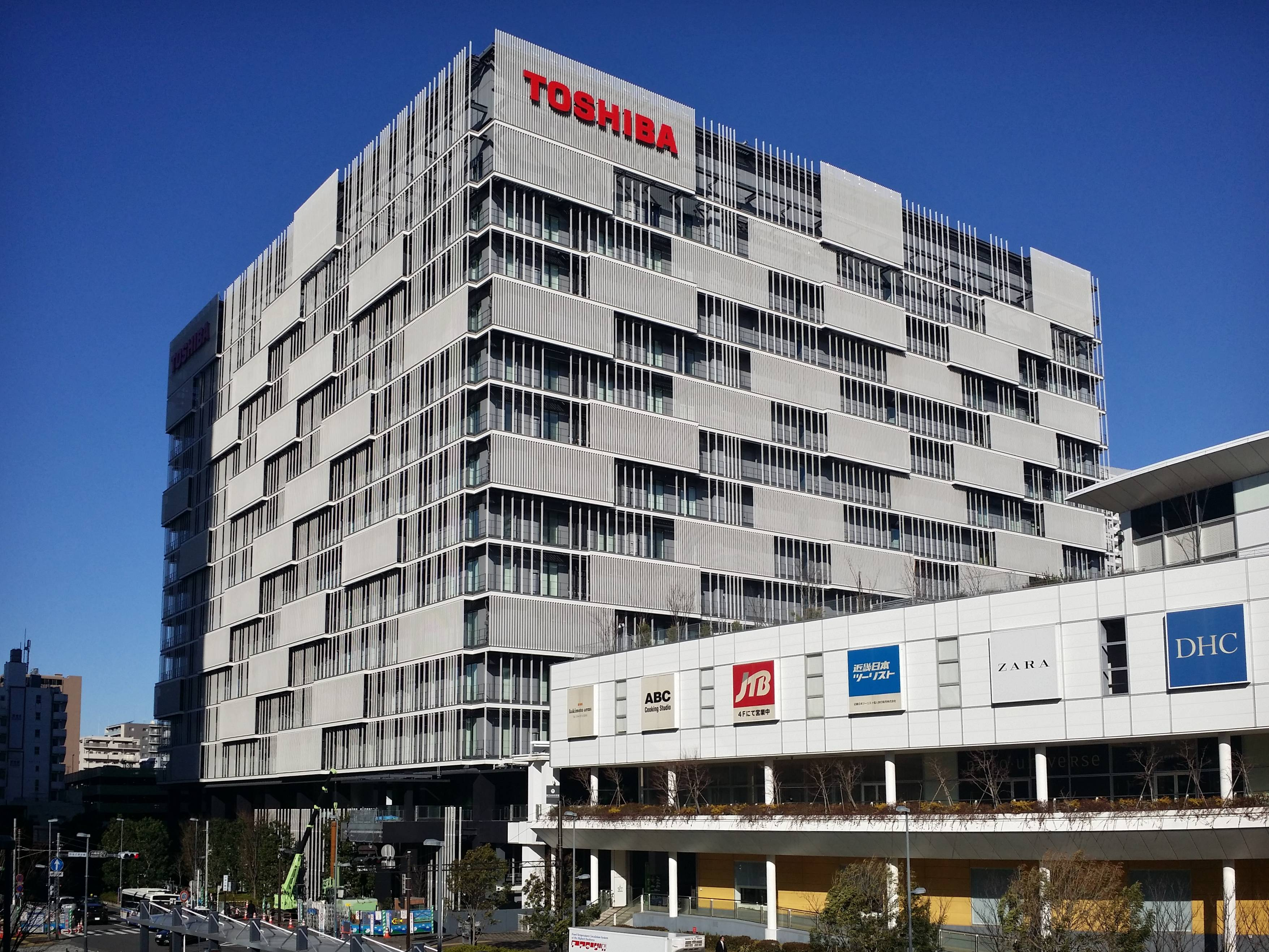
ラゾーナ川崎東芝ビル
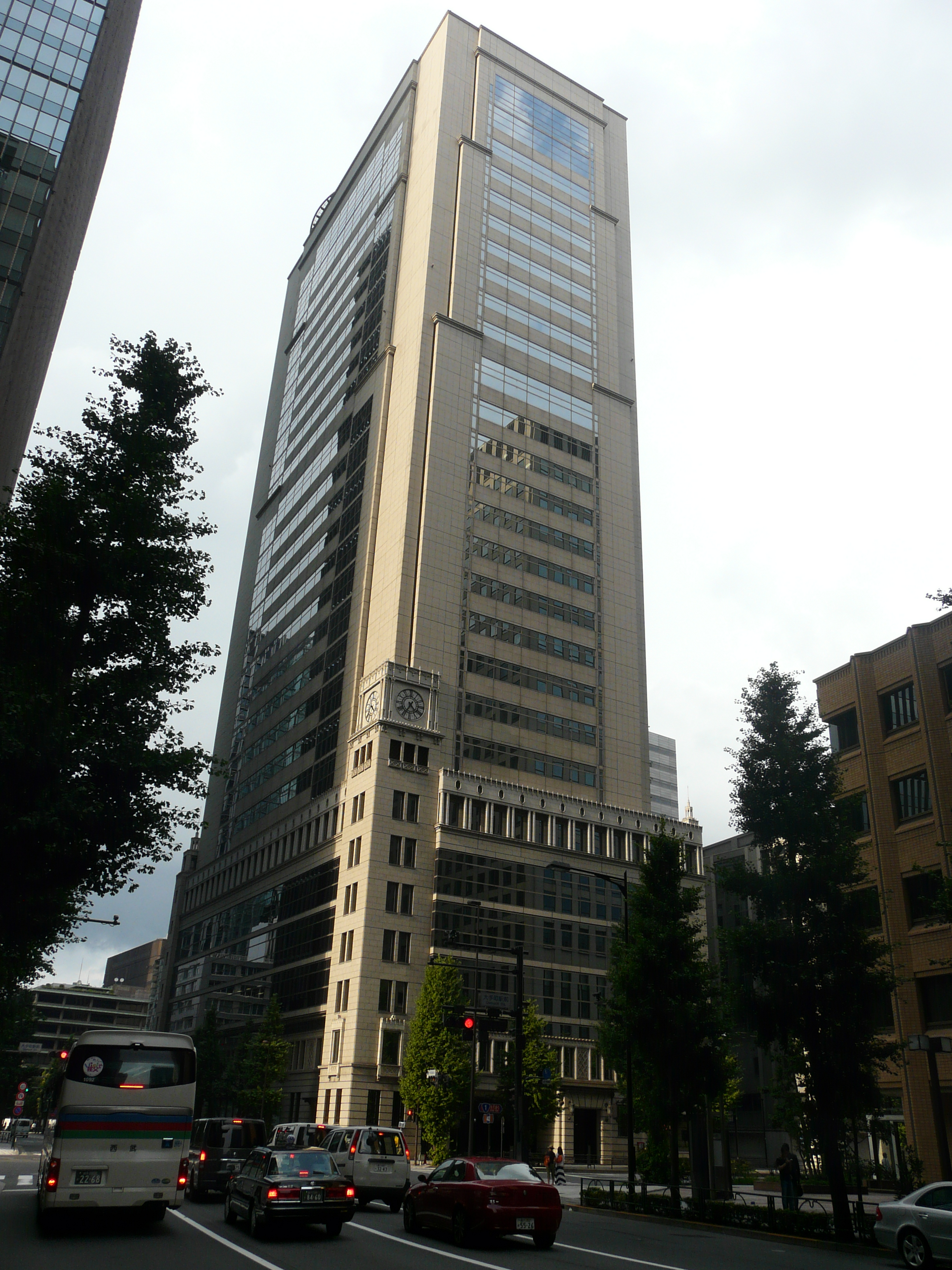
大手町野村ビル
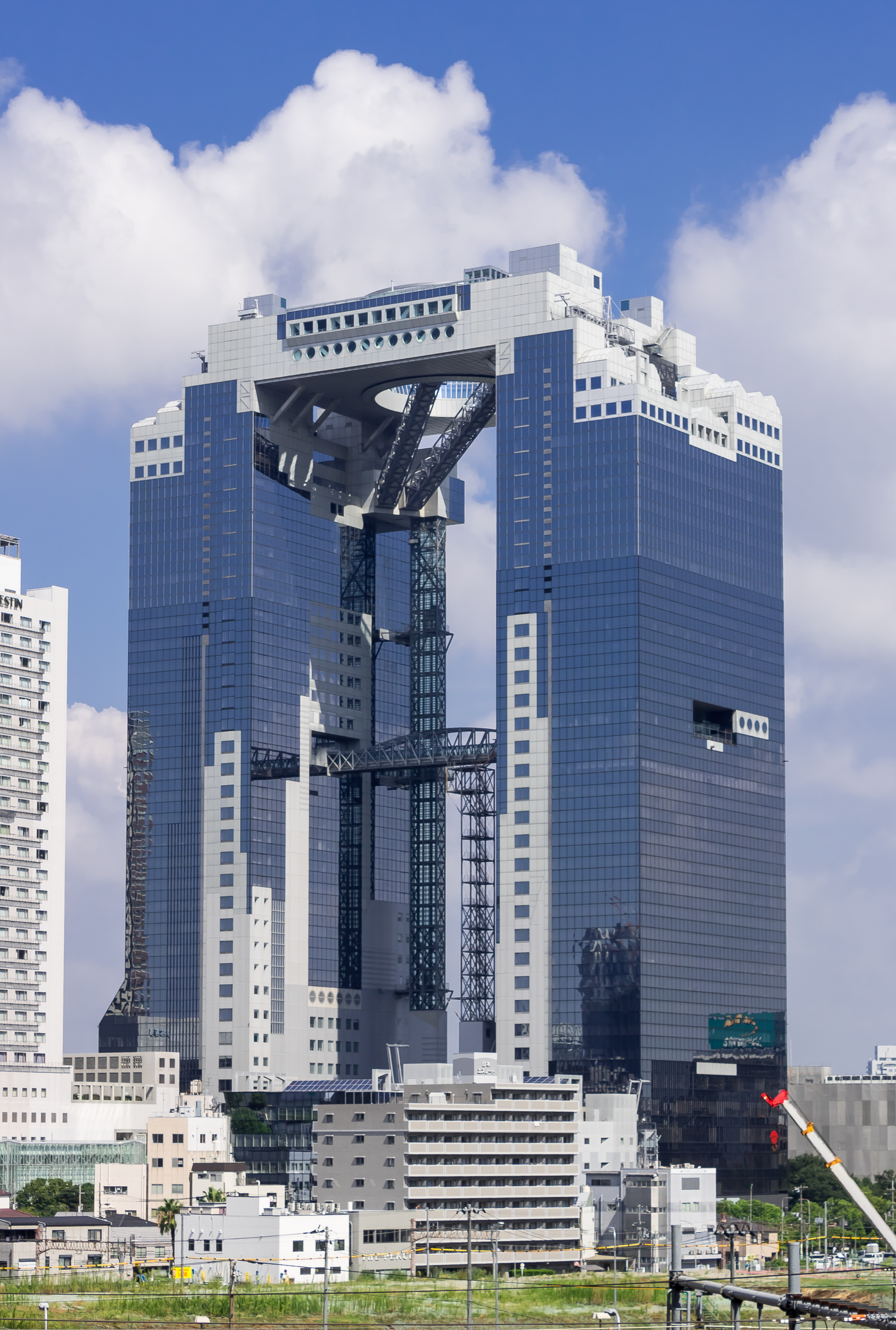
梅田スカイビル
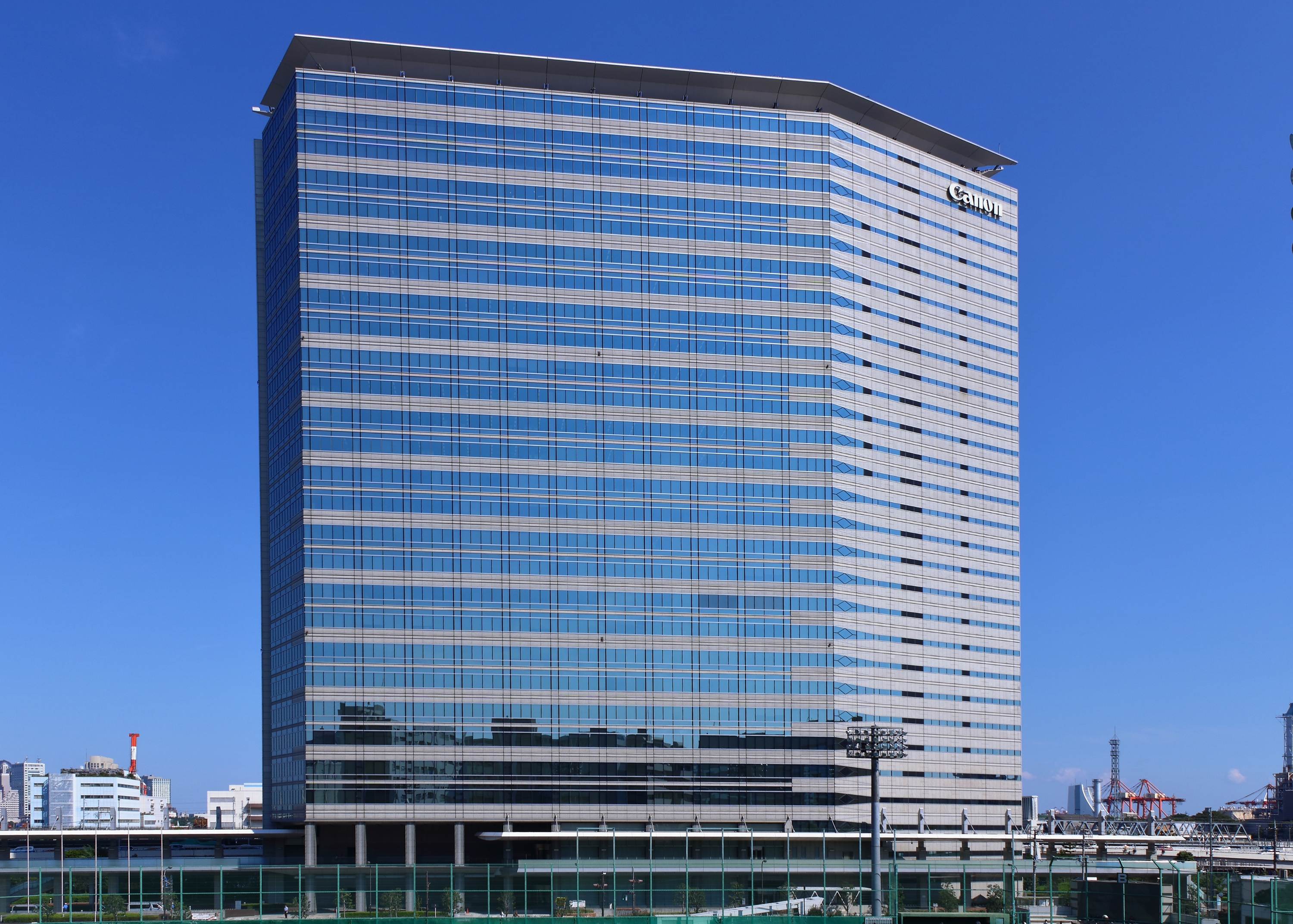
野村不動産天王洲ビル

#### 商業施設
- モリシア津田沼 - 老朽化のため建て替えを検討中。
- フューチャーシティ・ファボーレ
- カメイドクロック - サンストリート亀戸跡地。マンション「プラウドタワー亀戸クロス」に隣接。
- ラゾーナ川崎プラザ - 三井不動産との共同出資。
- ユニバーサル・シティウォーク大阪 - 野村不動産マスターファンド投資法人が所有、野村不動産コマースが管理運営。ユニバーサル・スタジオ・ジャパンに隣接。
- Maker's Pier - 金城ふ頭の再開発事業で建設。レゴランド・ジャパンに隣接。
- ボーノ相模大野 - 相模大野#相模大野駅西側地区第一種市街地再開発事業により建設。
- 武蔵府中ル・シーニュ - 府中駅南口市街地再開発事業計画により建設。店舗と府中市の公共施設が入居する複合商業施設。
- SOCOLA（ソコラ）- ネイバーフッド型ショッピングセンター (NSC)[9]
  - SOCOLA若葉台（東京都稲城市）
  - SOCOLA日吉（神奈川県横浜市港北区）
  - SOCOLA武蔵小金井クロス（東京都小金井市） - 超高層マンション「プラウドタワー武蔵小金井クロス」併設。
  - SOCOLA用賀（東京都世田谷区）
  - SOCOLA南行徳（千葉県市川市）
  - SOCOLA塚口クロス（兵庫県尼崎市）
  - SOCOLA所沢（埼玉県所沢市）

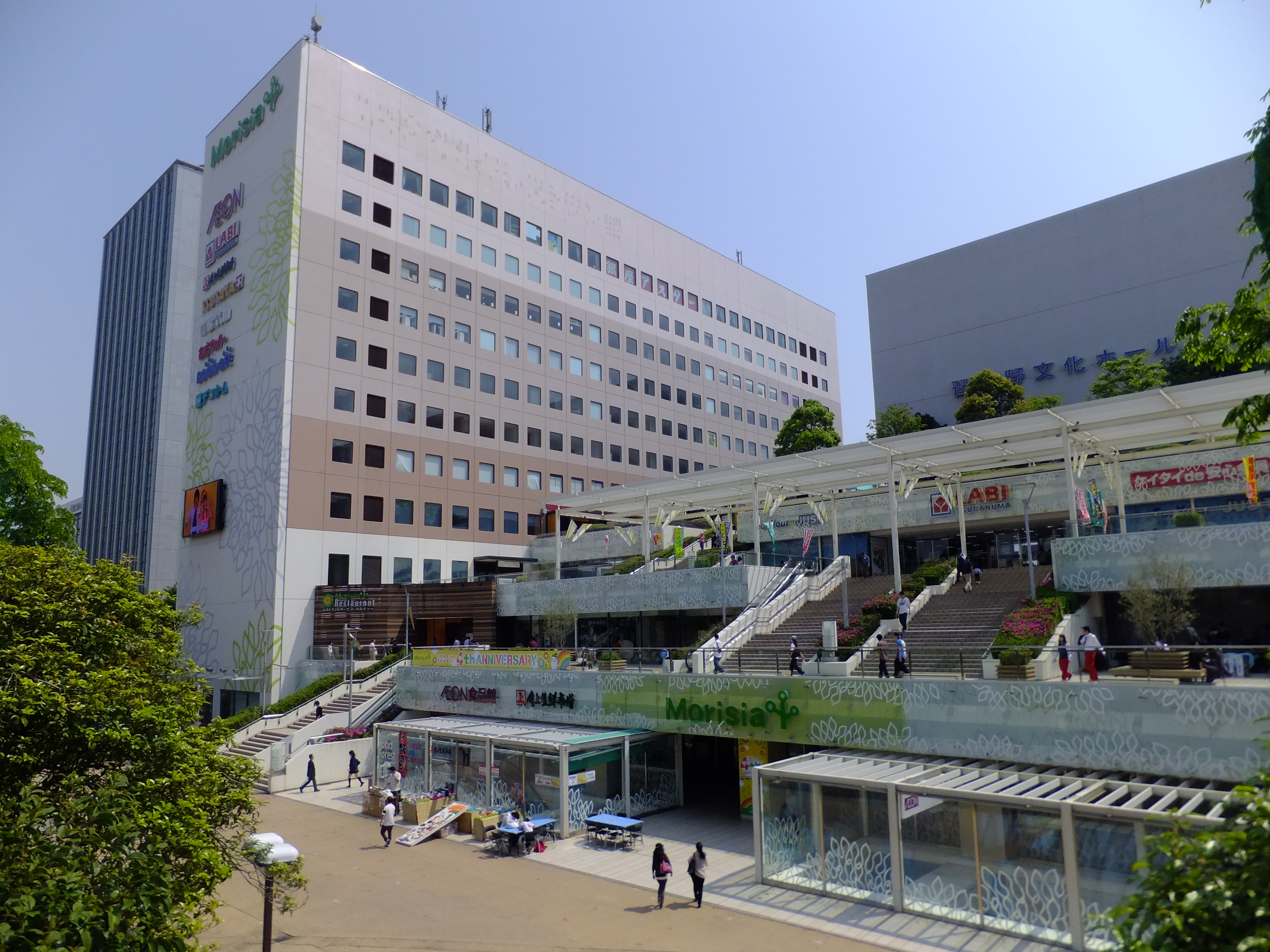
モリシア津田沼
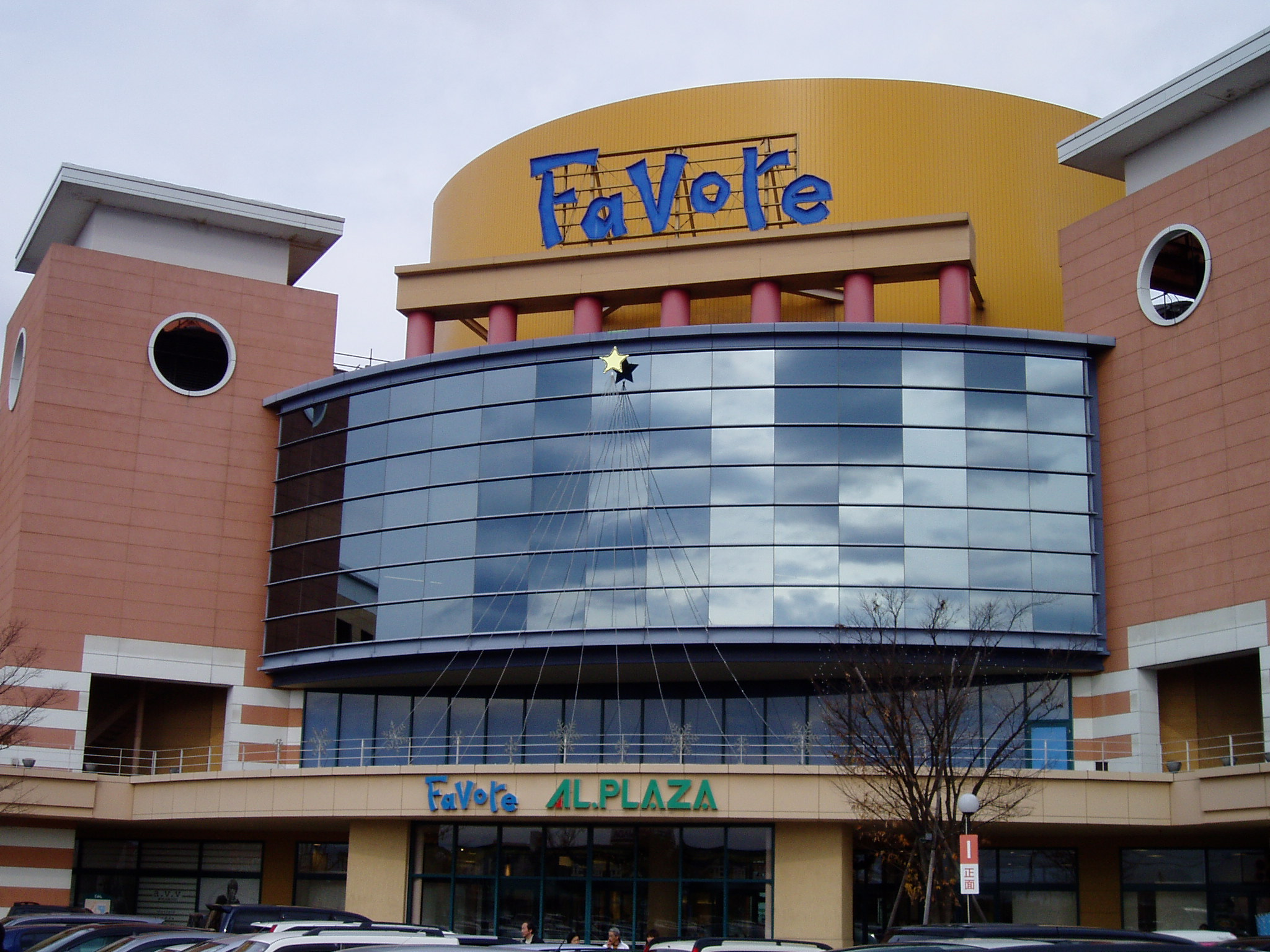
フューチャーシティ・ファボーレ
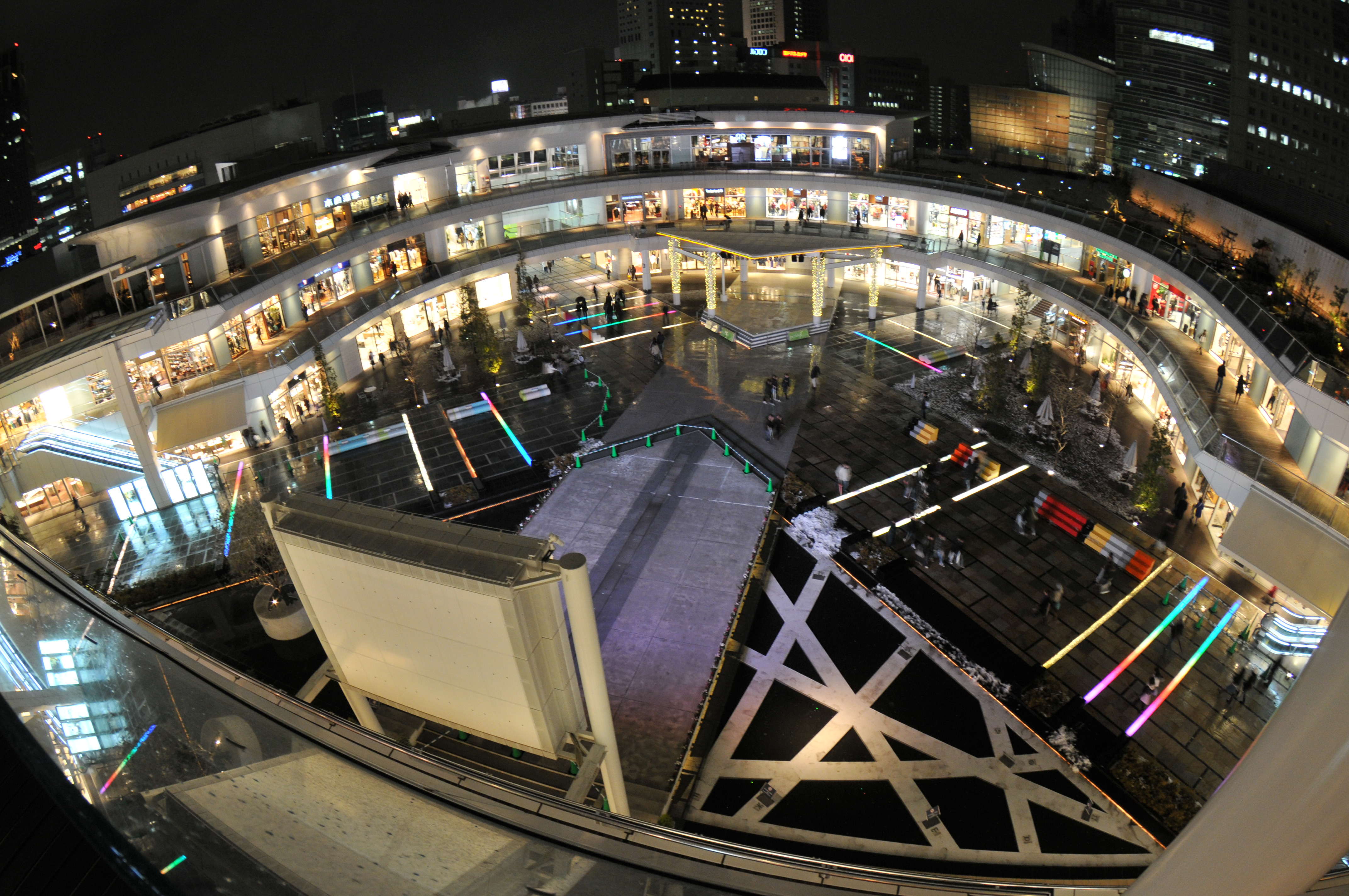
ラゾーナ川崎プラザ
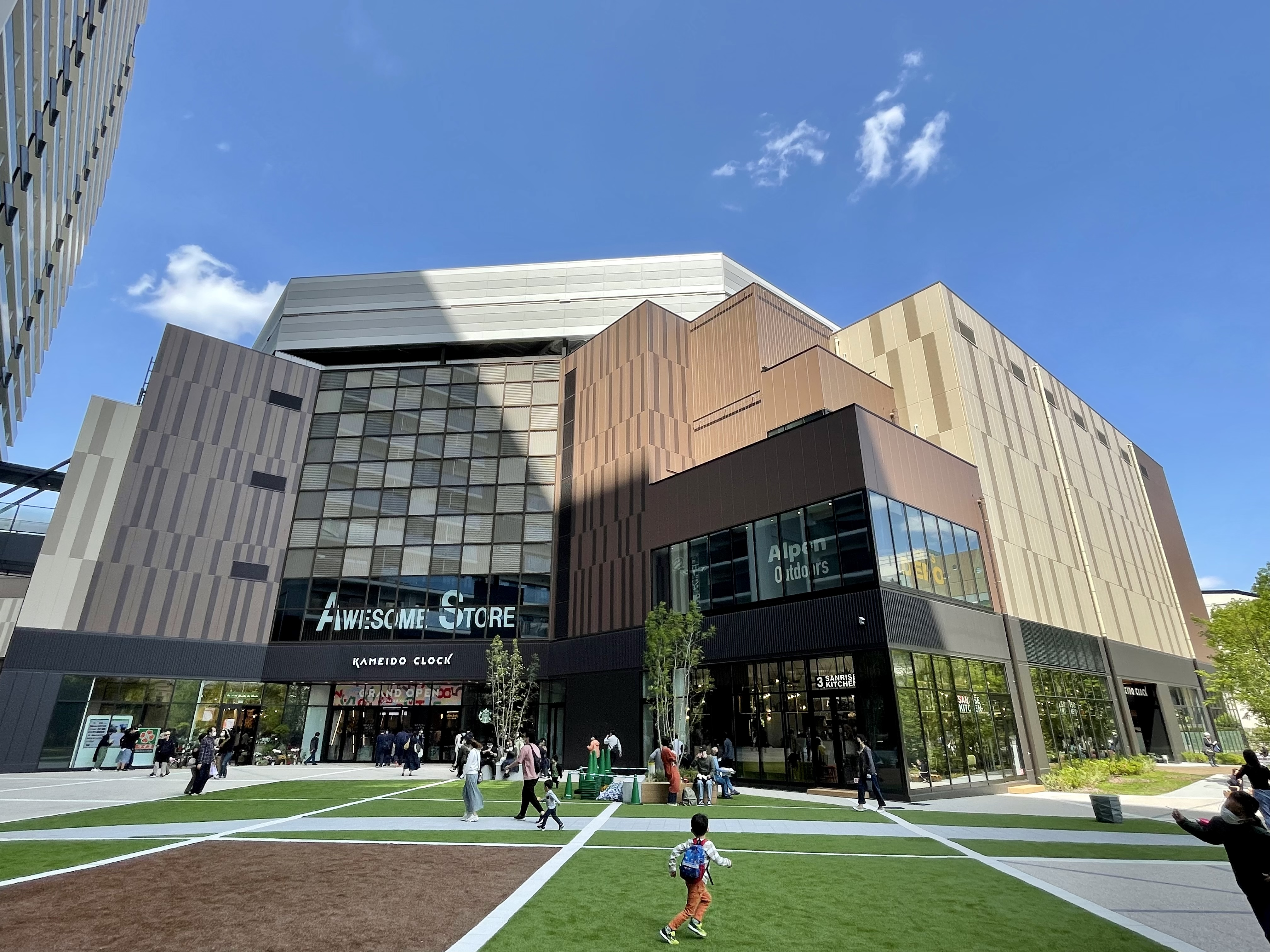
カメイドクロック
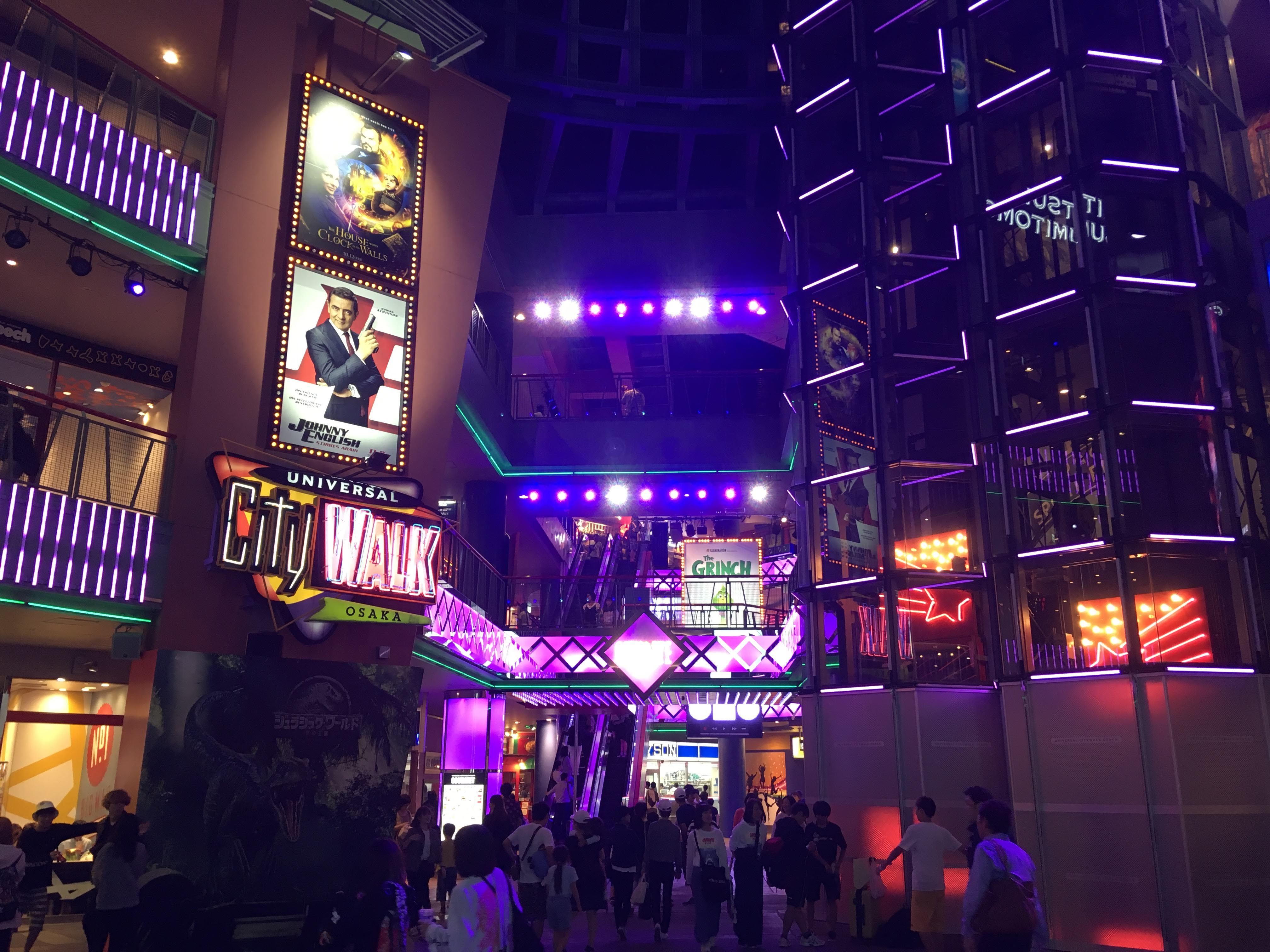
ユニバーサル・シティウォーク大阪
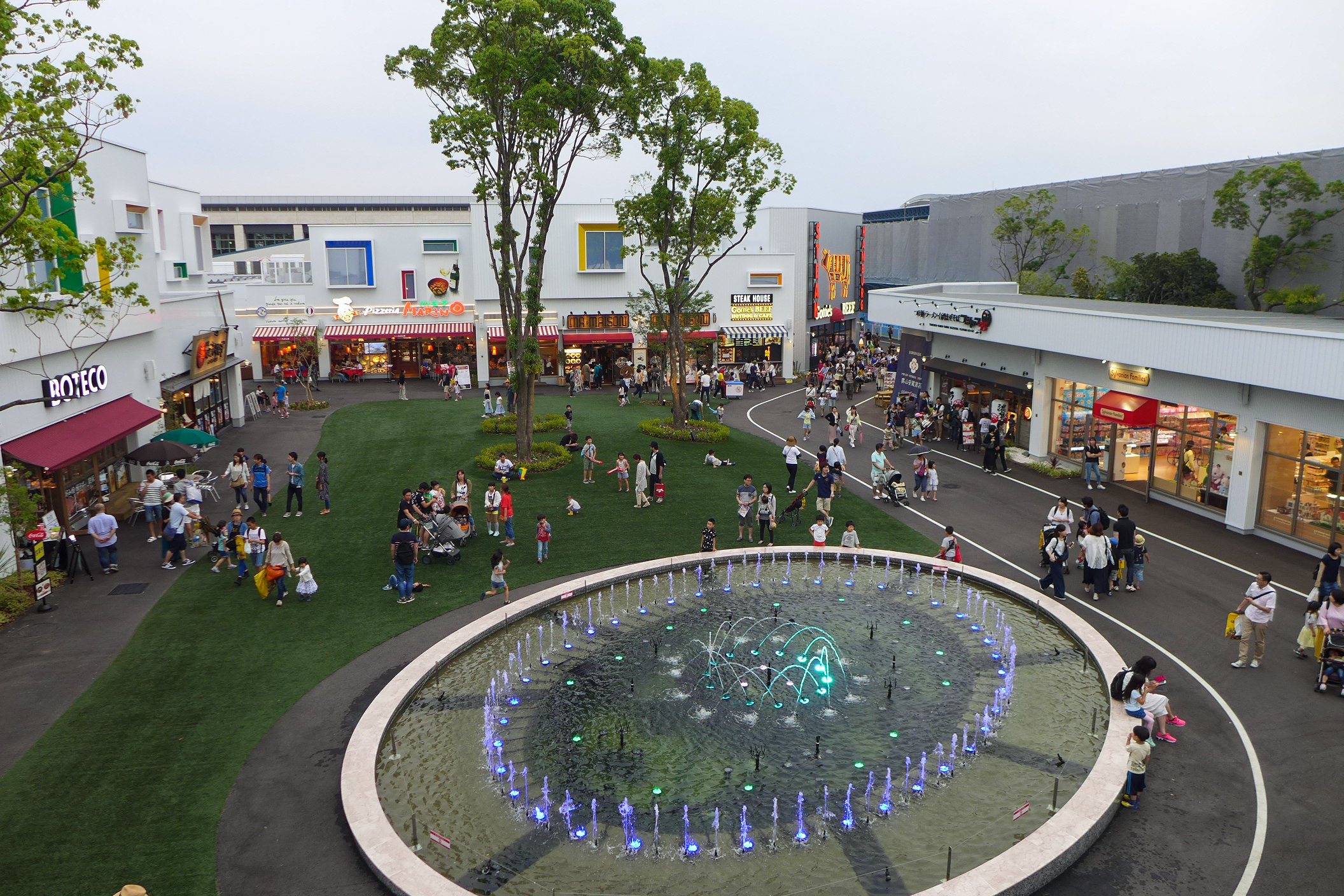
Maker's Pier
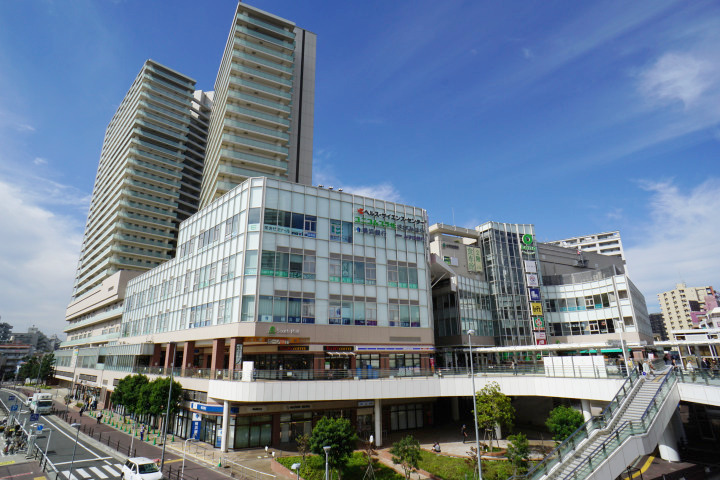
ボーノ相模大野
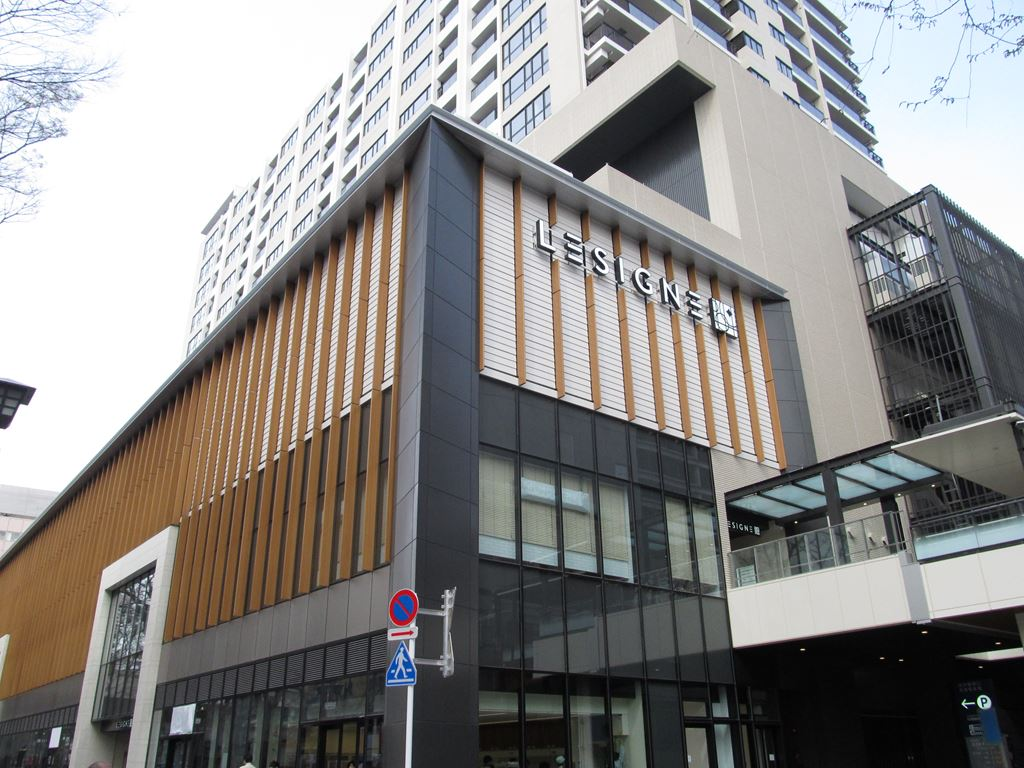
武蔵府中ル・シーニュ
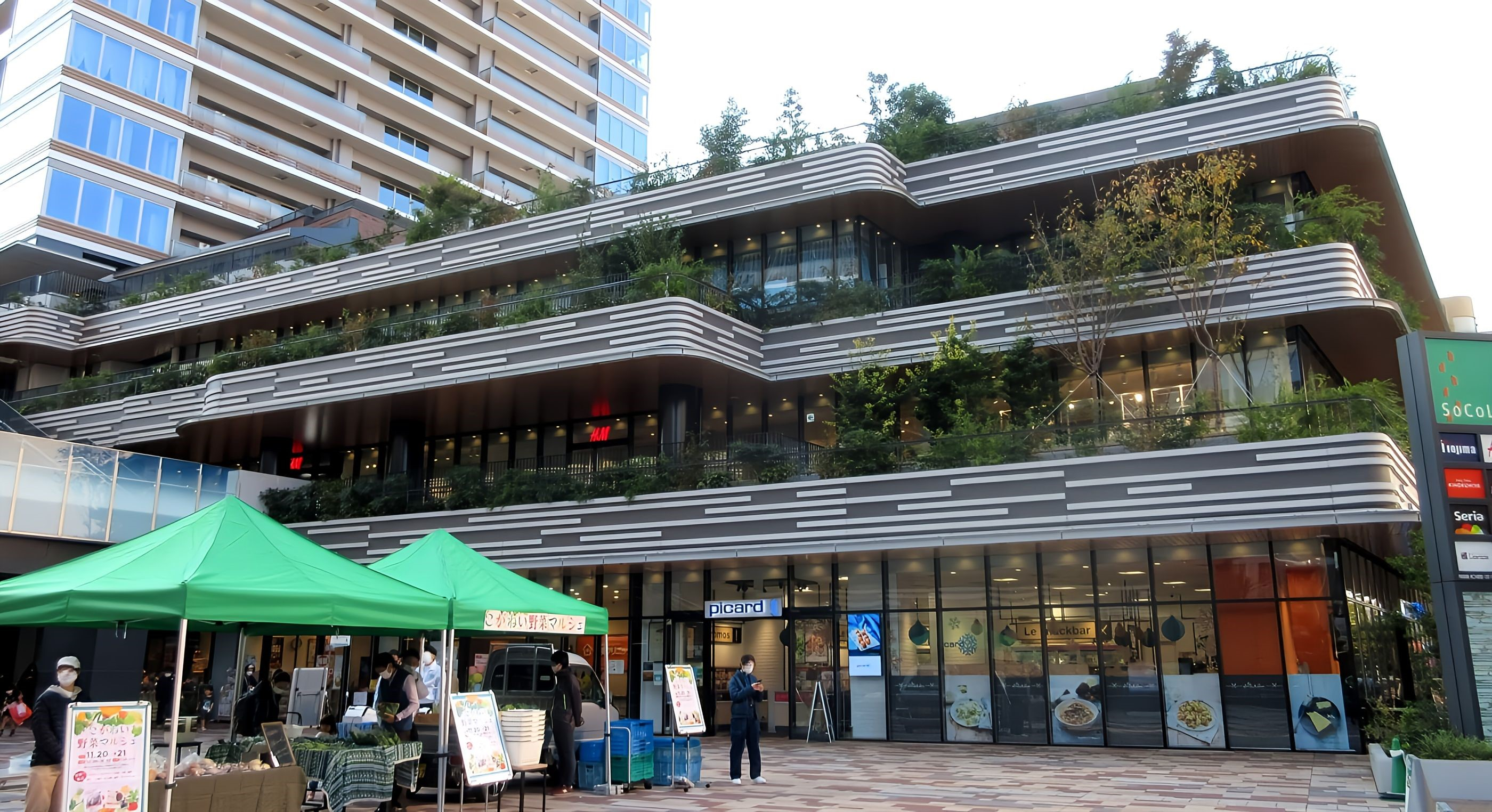
SOCOLA武蔵小金井クロス
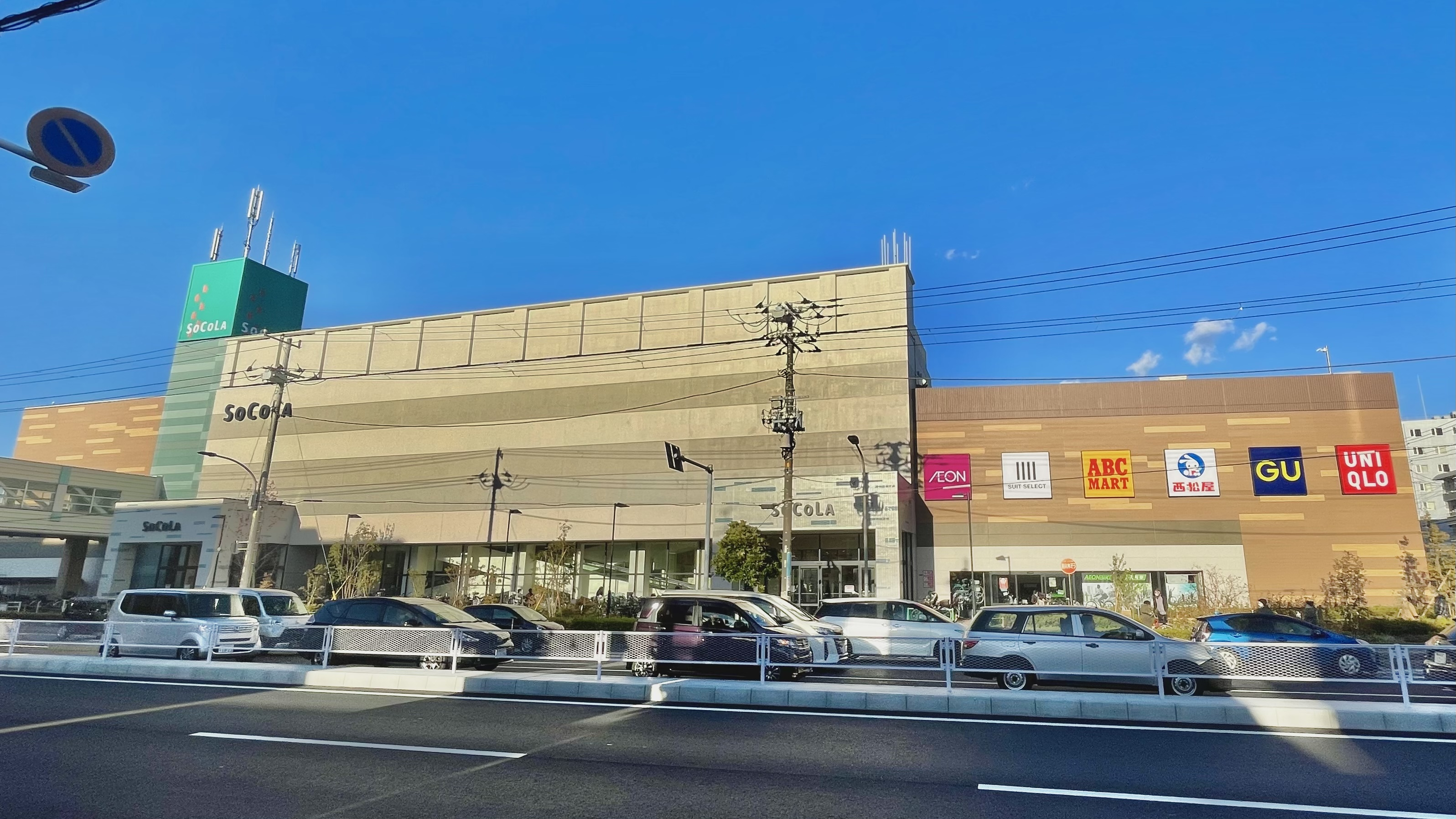
SOCOLA南行徳

#### 住宅
この他のマンションの分譲実績は「野村不動産の中古マンションカタログ」を参照。

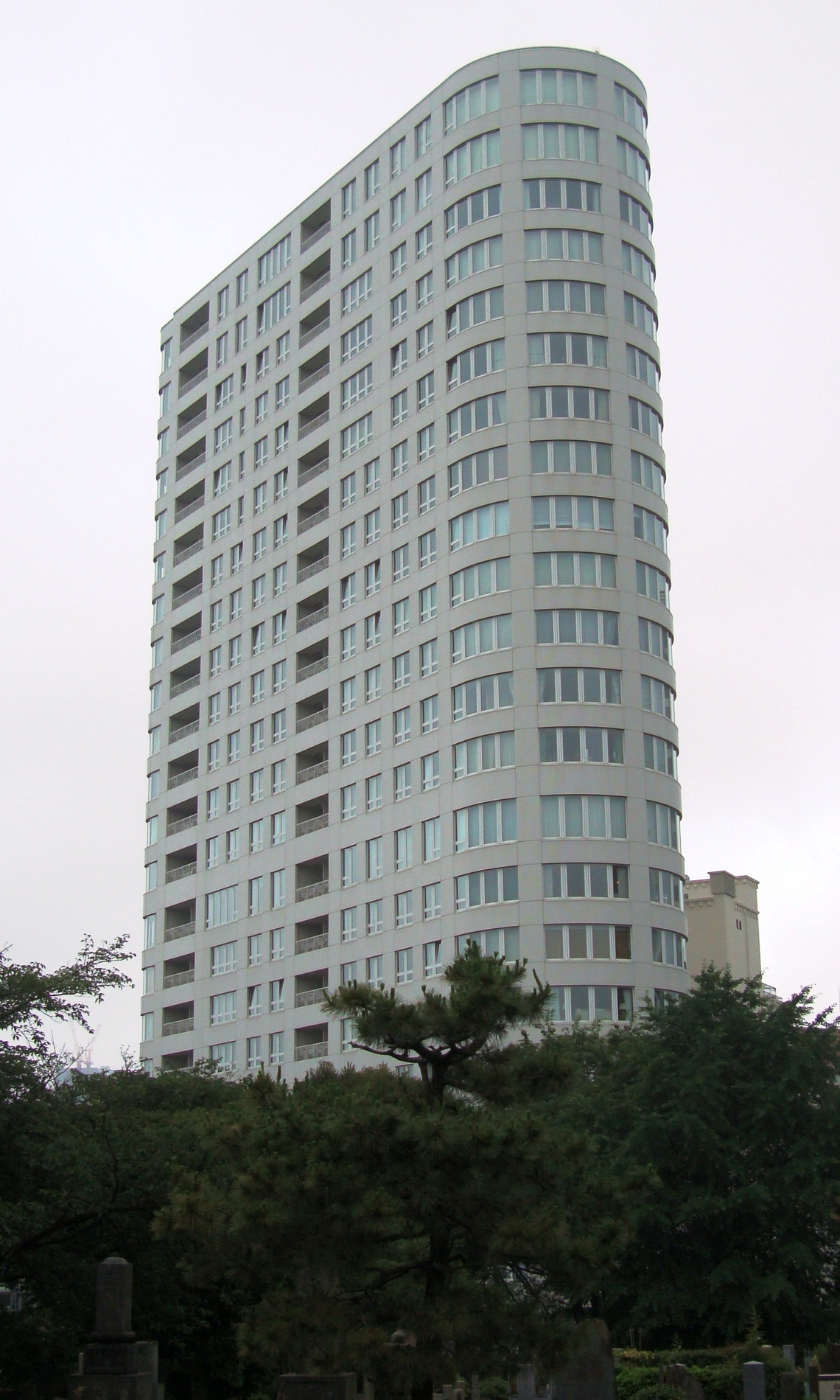
青山ザ・タワー
- 富久クロス
- プラウドタワー武蔵浦和ガーデン
- プラウドタワー武蔵浦和テラス
- プラウドタワー武蔵浦和マークス
- プラウドタワー武蔵浦和レジデンス
- 中野ツインマークタワー
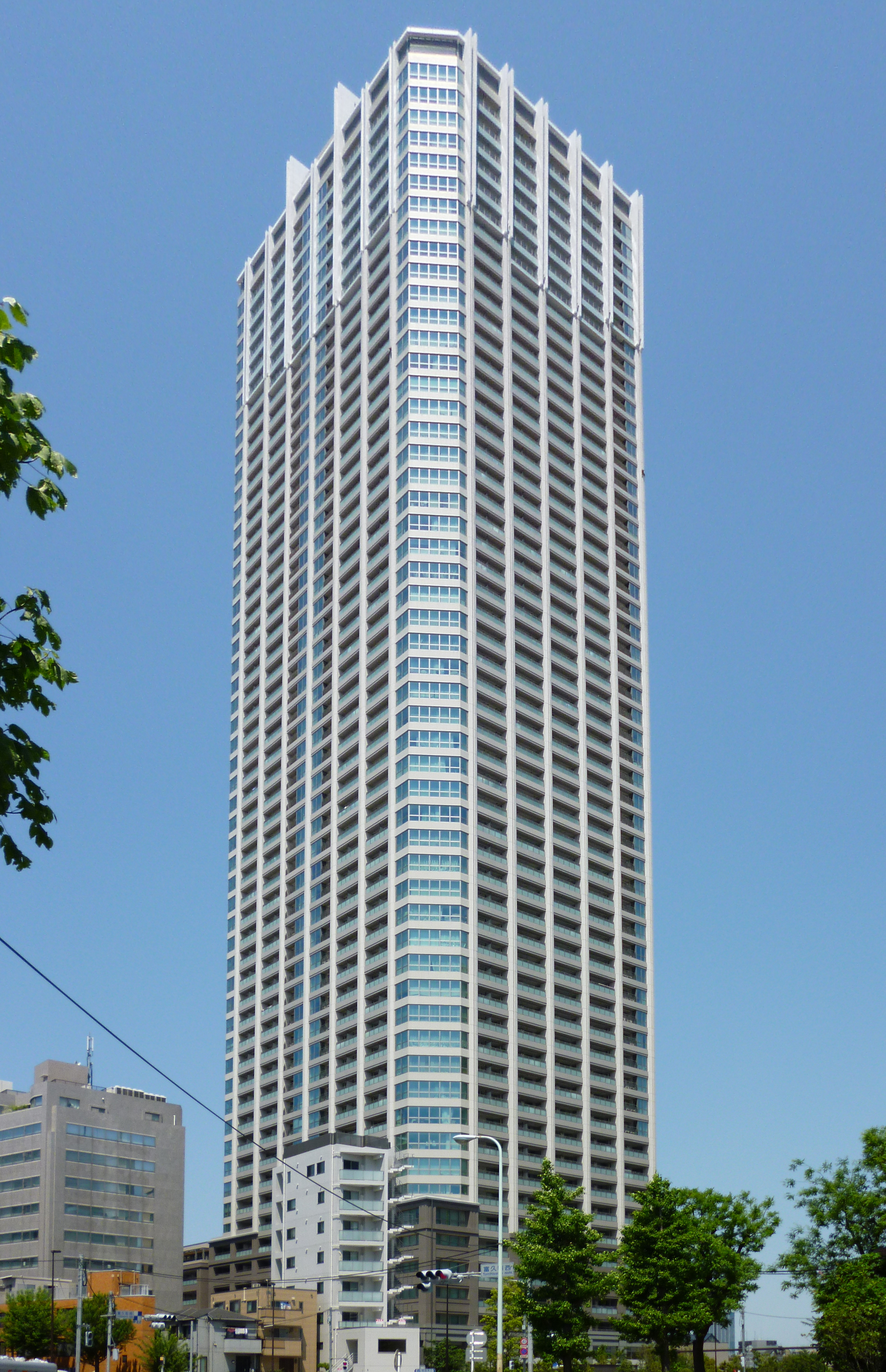
MUSE CITY ザ・ファーストタワー
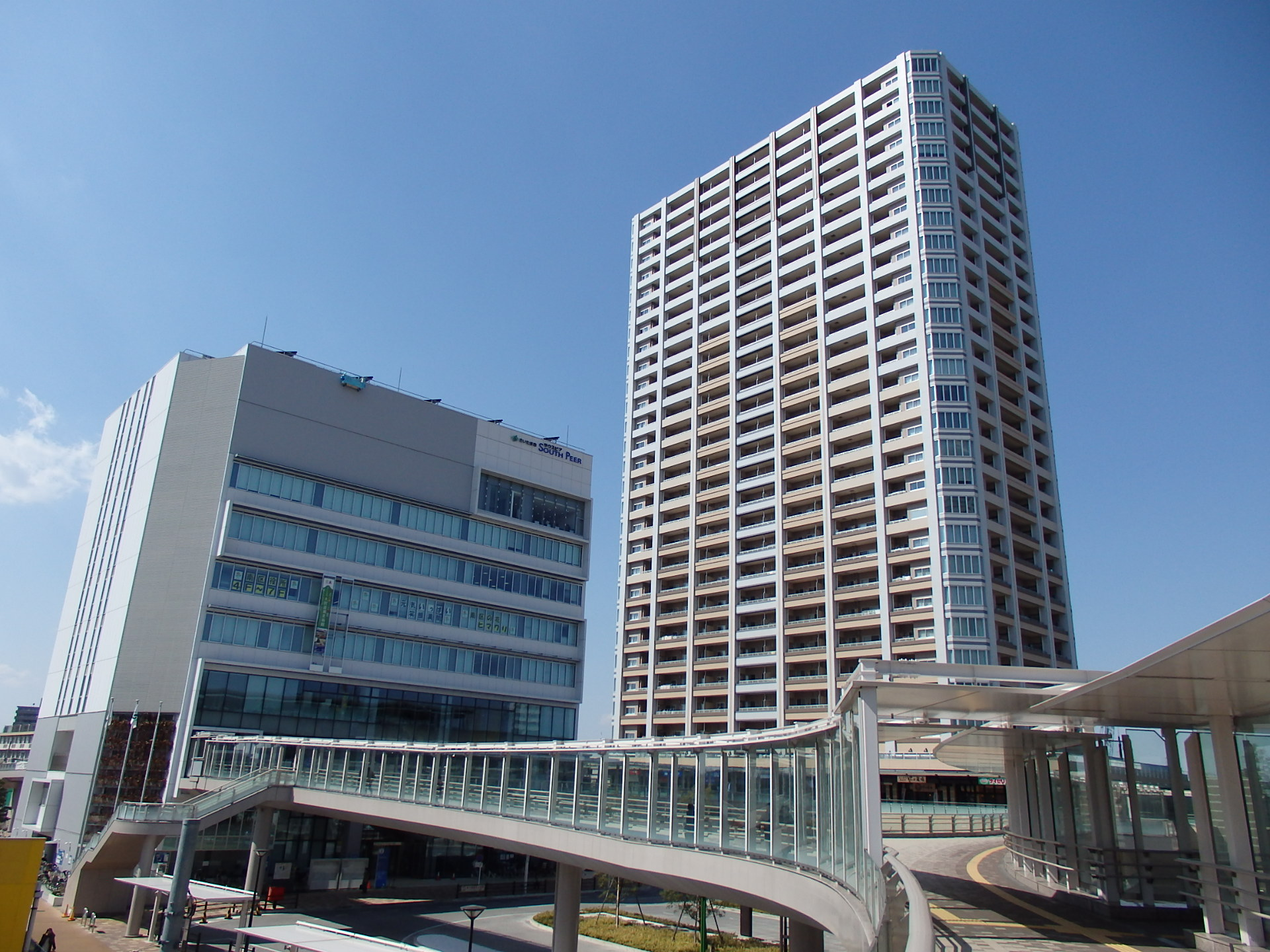
プラウドタワー千代田富士見
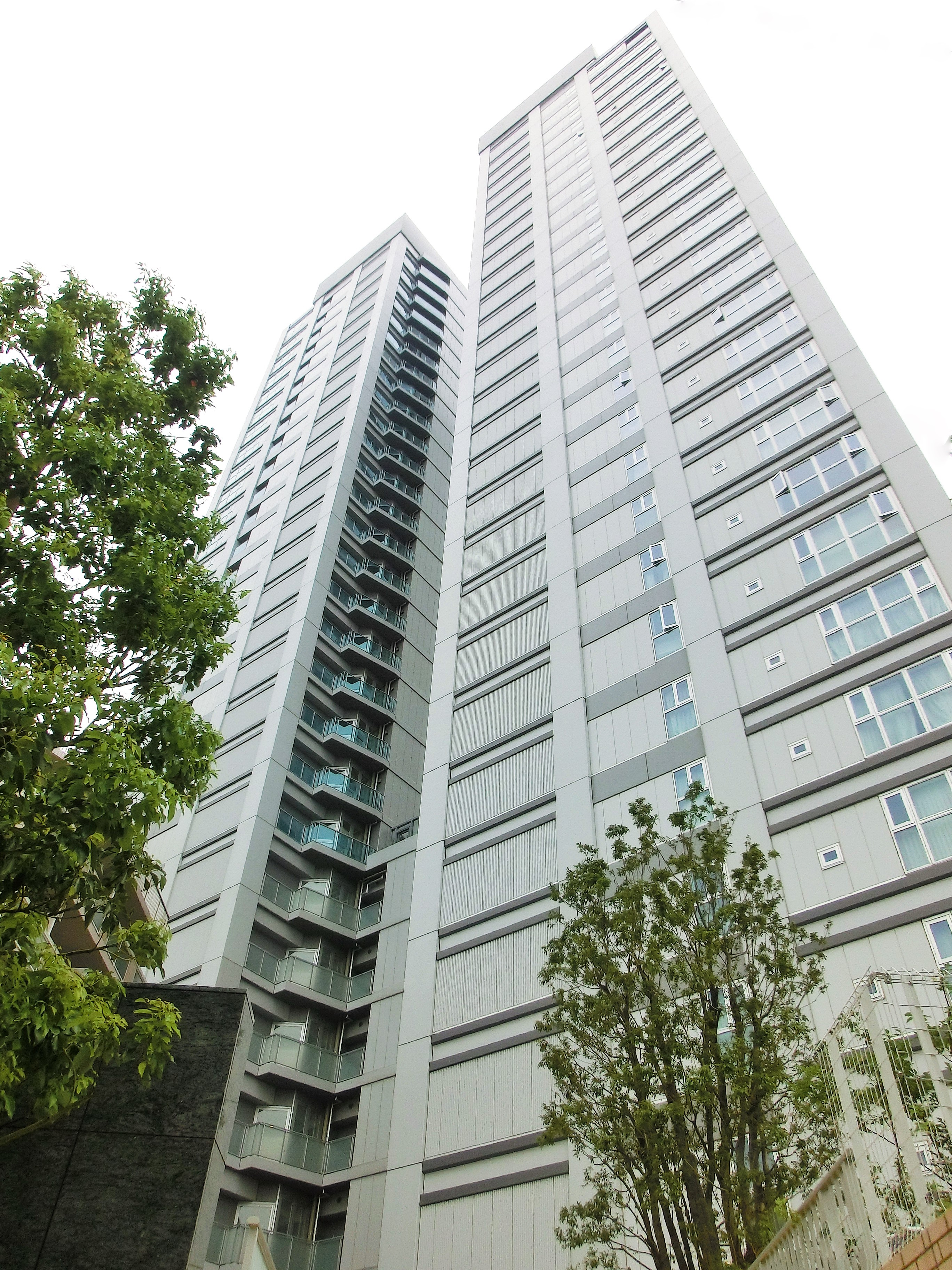
中野ツインマークタワー
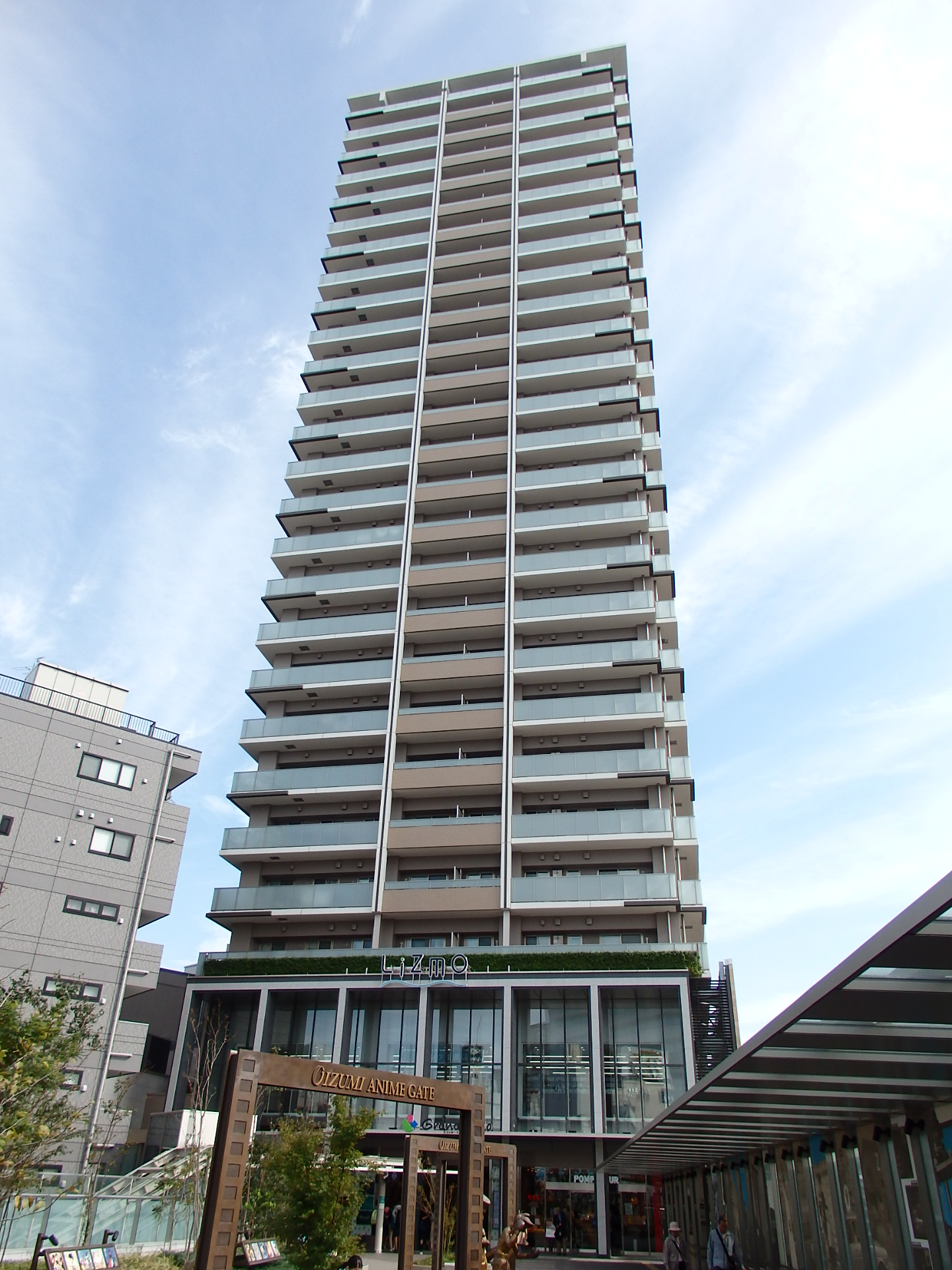
プラウドタワー武蔵小金井
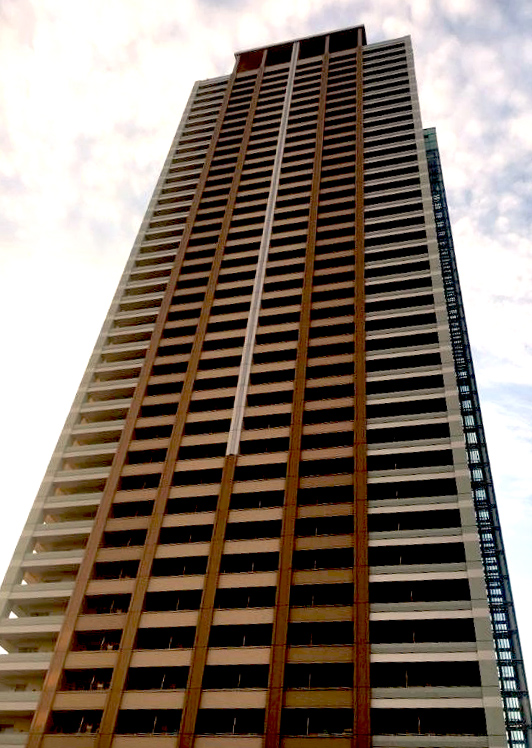
I-linkタウンいちかわA街区 （ザ・タワーズウエストプレミアレジデンス）

- プラウドタワー立川
- プラウドタワー大泉学園
- プラウドタワー武蔵小杉
- プラウドタワー相模大野
- プラウドシティ蒲田
- I-linkタウンいちかわ
- プラウドタワー名古屋栄
- プラウドタワー明石
- プラウドタワー白金台（建て替え事業）
- シャトー三田（建て替え事業）
- 西新宿三丁目西地区再開発
- 府中駅南口市街地再開発事業計画
- プラウドタワー東雲キャナルコート
- プラウドタワー清澄白河
- プラウドタワー木場公園
- プラウドタワー神戸県庁前

- 青山ザ・タワー
- 富久クロスコンフォートタワー
- プラウドタワー武蔵浦和マークス
- 中野ツインマークタワー
- プラウドタワー大泉学園
- I-linkタウンいちかわA街区
（ザ・タワーズウエストプレミアレジデンス）

#### 大規模物件（プラウドシティ）

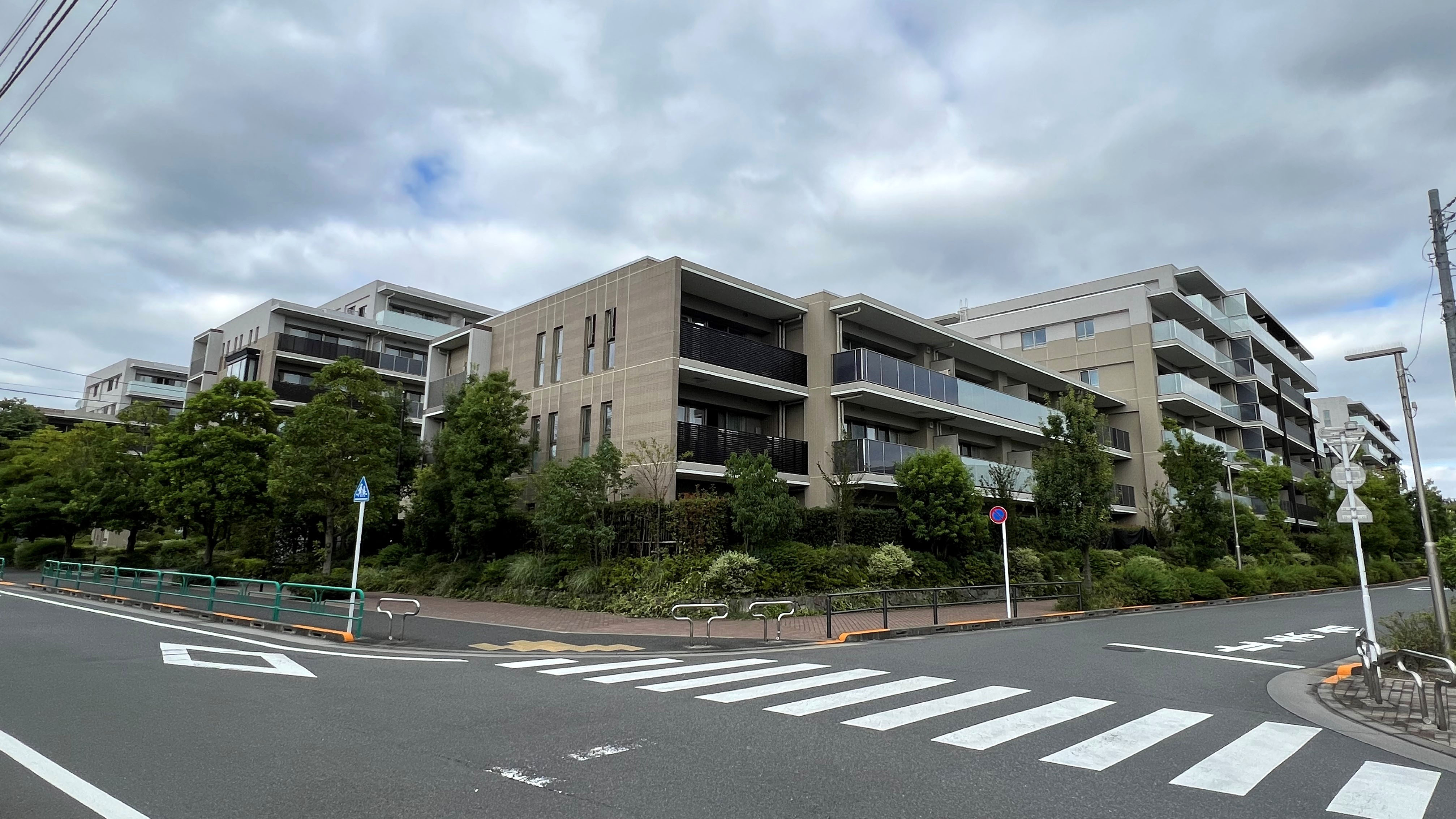
プラウドシティ浦和（492戸、グッドデザイン賞受賞）
- プラウドシティ南浦和（201戸）
- プラウドシティ仙川（275戸）
- プラウドシティ池袋本町（785戸）
- プラウドシティ加賀学園通り（363戸）
- プラウドシティ大田六郷（632戸）
- プラウドシティ武蔵野三鷹（334戸）
- プラウドシティ宮崎台（429戸）
- プラウドシティ志木本町（402戸）
- プラウドシティ柏（345戸）
- プラウドシティ塚口（366戸）
- プラウドシティ新大阪
- プラウドシティ神戸名谷
- プラウドシティ武蔵野三鷹 - 第三者認証としてJHEP認証を受けている。
- プラウドシティ阿佐ヶ谷（575戸）

- プラウドシティ阿佐ヶ谷

## 関連会社
- 野村不動産ホールディングス （持株会社 (東証一部上場)）
- 野村不動産パートナーズ （オフィスビル・マンションの管理）
- 野村不動産アメニティサービス （オフィス・マンションの清掃業務等）
- 野村不動産ソリューションズ （不動産仲介、新築住宅受託販売、保険代理）（旧「野村不動産アーバンネット」）
- 野村不動産ライフ&スポーツ （スポーツクラブ「メガロス」の運営）
- 野村不動産熱供給 （「横浜ビジネスパーク」の地域冷暖房供給）

## 不祥事・労働問題

### 違法労働制による従業員の過労死
野村不動産では、企画業務型の裁量労働制を、本来は企画の立案や情報分析などの業務に限って導入可能であるにもかかわらず、実際には営業担当の社員に対しても導入していたとして、厚生労働省東京労働局が2017年（平成29年）12月25日に同社に是正勧告と特別指導として社名の公開を実施した。特別指導の理由として「野村不動産の不正を放置することが、全国的な順法状況に重大な影響を及ぼす」と述べている。これを受け同社では、2018年4月1日から裁量労働制を取り止めることにした。
また、この違法な裁量労働制を適用されていた50歳代の男性社員が、2016年9月に自殺しており、2017年に同労働局から労働災害と認定されている。